# Æneas Mackay, 13. Lord Reay
Æneas Alexander Mackay, 13. Lord Reay (* 25. Dezember 1905 in Arnhem; † 10. März 1963 in Nairobi) war ein britischer Peer und Politiker.
Er war der älteste Sohn des Eric Mackay, 12. Lord Reay (1870–1921) aus dessen Ehe mit Maria Johanna Bertha Christina Barones van Dedem (1871–1932).

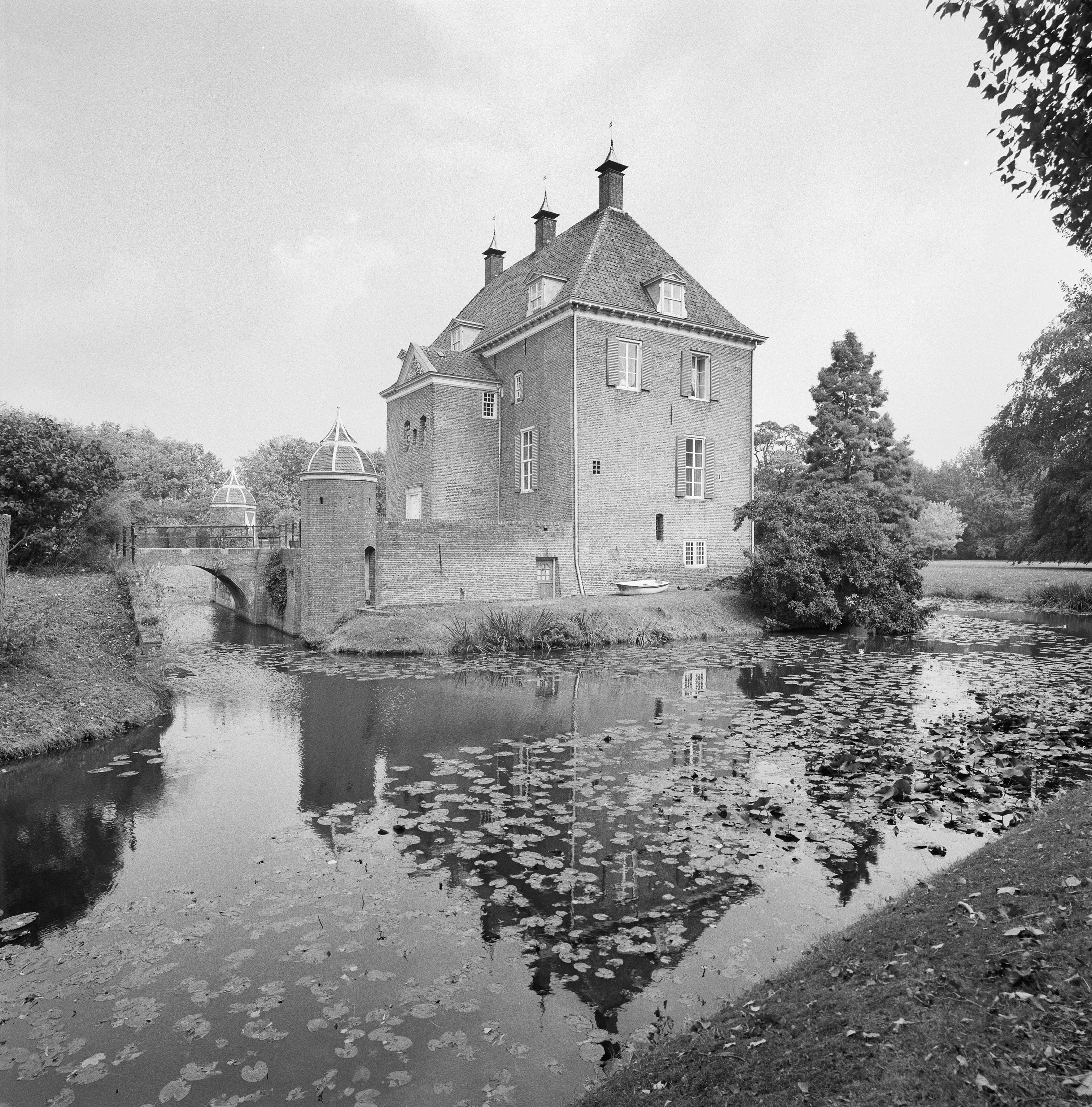
Schloss Ophemert

Beim Tod seines Vaters erbte er am 1. November 1921 die Chiefwürde des Clan MacKay, sowie dessen schottische Adelstitel als 13. Lord Reay und 13. Baronet of Far, sowie den niederländischen Titel (5.) Baron van Ophemert en Zennewijnen. Das geerbte Vermögen umfasste insbesondere die Ländereien der Herrlichkeit Ophemert en Zennewijnen im Provinz Gelderland in den Niederlanden, einschließlich des dortigen Schlosses Ophemert.
Er wuchs in den Niederlanden auf, studierte an der Universität Utrecht und leistete dort Militärdienst als Oberleutnant der Reserve. Nachdem er 1936 eine Schottin geheiratet hatte, zog er nach Roxburghshire in Schottland und wurde 1938 als britischer Staatsbürger naturalisiert.
Von 1939 bis 1948 arbeitete er beim britischen Foreign Office. Am 23. Mai 1955 wurde er als schottischer Representative Peer ins britische House of Lords gewählt; er hatte dieses Mandat bis zum 18. September 1959 inne.
1936 hatte er Charlotte Mary Younger, Tochter des William Younger of Ravenswood, geheiratet. Mit ihr hatte er drei Kinder:
- Hugh Mackay, 14. Lord Reay (1937–2013);
- Hon. Elizabeth Mary Mackay (* 1938) ⚭ Sir Nicholas Fairbairn of Fordell (1933–1995), MP;
- Hon. Margaret Anne Mackay (* 1941) ⚭ Allen Christian.